# Joseph Brian
Pour les articles homonymes, voir Brian.
Joseph Brian, dit Brian l’Aîné, né le 23 mai 1801 à Avignon et mort à Paris 18e le 30 avril 1861, est un sculpteur français.

## Biographie
Joseph Brian est né le 23 mai 1801 à Avignon où son père était perruquier.
Après avoir reçu ses premières leçons d’un sculpteur italien nommé Serri, il poursuit ses études à Paris avec le soutien d’une bourse municipale.
Élève de François Joseph Bosio à l'École des beaux-arts de Paris, il reçoit, en 1829, le second grand prix de Rome qu’il partage avec Antoine Étex. En 1832, il obtient du Gouvernement la faveur de pouvoir accompagner à Rome son frère cadet Jean-Louis Brian qui s’était vu décerner, cette année-là, le premier grand prix.
Il prend part à plusieurs Salons entre 1836 (Ève) et 1861.
Il meurt à Paris le 30 avril 1861.

## Œuvres
- Avignon :
  - musée Calvet :
    - La Mort d’Hyacinthe, bas-relief, second grand prix de Rome ;
    - La Mort de Caton d'Utique, haut-relief en plâtre ;
    - Buste de Claude Joseph Vernet, marbre de Carrare, inauguré le 12 octobre 1826 et offert  au musée en 1832[3] ;

  - Rocher des Doms : Monument à Jean Althen, inauguré le 21 novembre 1847, statue en bronze en collaboration avec Jean-Louis Brian. La statue fondue à Paris par les ateliers Quesnel resta à Avignon jusqu'en 1936, date à laquelle Louis Gros, maire de la ville, l'offrit à la commune d'Althen-des-Paluds. Elle fut alors érigée sur la place de ce village, puis a été envoyée à la fonte sous le régime de Vichy et remplacée par une œuvre de Louis Ball[4].
- Le Thor : Molière, statue en pierre. Lors de la reconstruction du théâtre en 1846, les architectes confièrent aux frères Brian la réalisation des statues de Molière et de Pierre Corneille destinées au parvis du théâtre. Joseph Brian sculpta la statue de Molière : elle se dressait initialement devant le théâtre mais elle ne résista pas aux intempéries et fut refaite, à l’identique par le sculpteur Jean-Pierre Gras. L’original fut transféré au Thor.
- Paris :
  - cimetière de Montmartre : Charles Zeuner, médaillon en pierre ornant le monument funéraire du musicien[5],[6].
  - hôtel de ville, façade principale, 1er étage : Guillaume Budé, statue en pierre[7].
  - palais du Louvre, fronton du pavillon Daru : La Sculpture et la Peinture, 1857, bas-relief en pierre, ainsi que les deux cariatides, en collaboration avec Jean-Louis Brian[8].
- Versailles, château de Versailles : Buste de Gérard Edelinck, marbre des Pyrénées[9],[10].

- Localisation inconnue : Buste du Dr Conneau, médecin de l’Empereur, Salon de 1861.

Œuvres de Joseph Brian
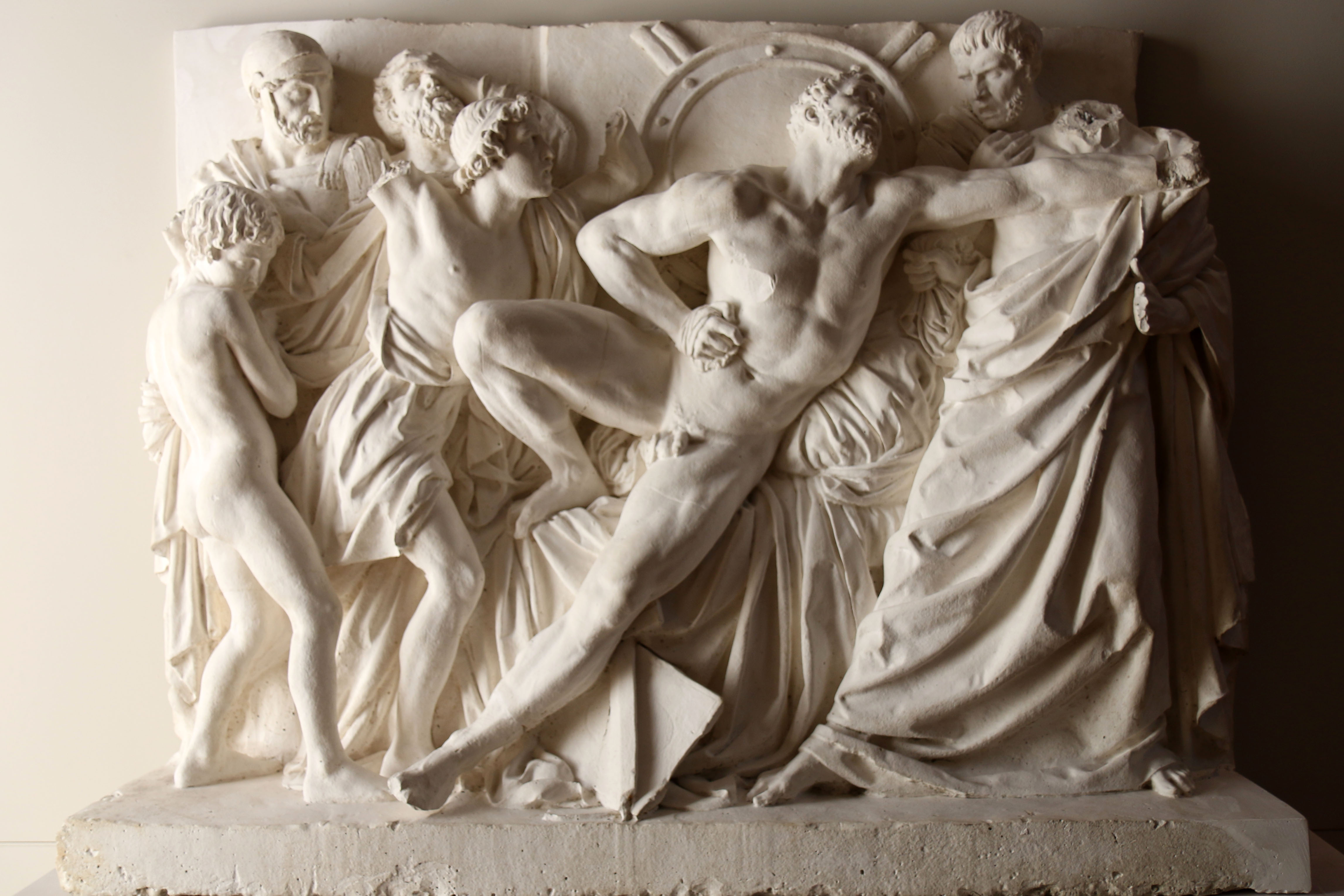
La Mort de Caton d'Utique, Avignon, musée Calvet.
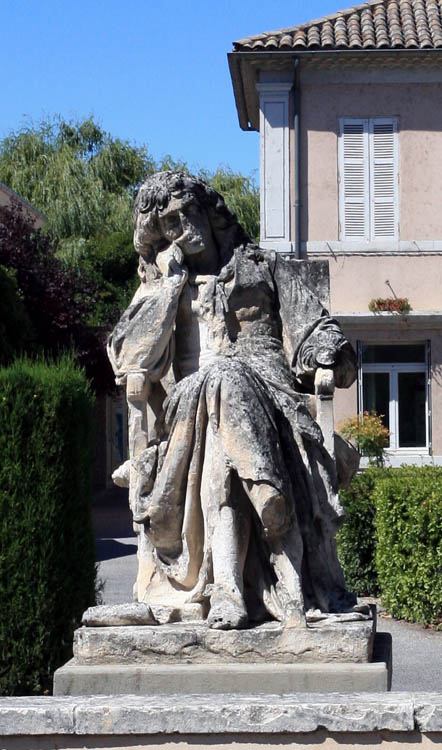
Statue de Molière, Le Thor.
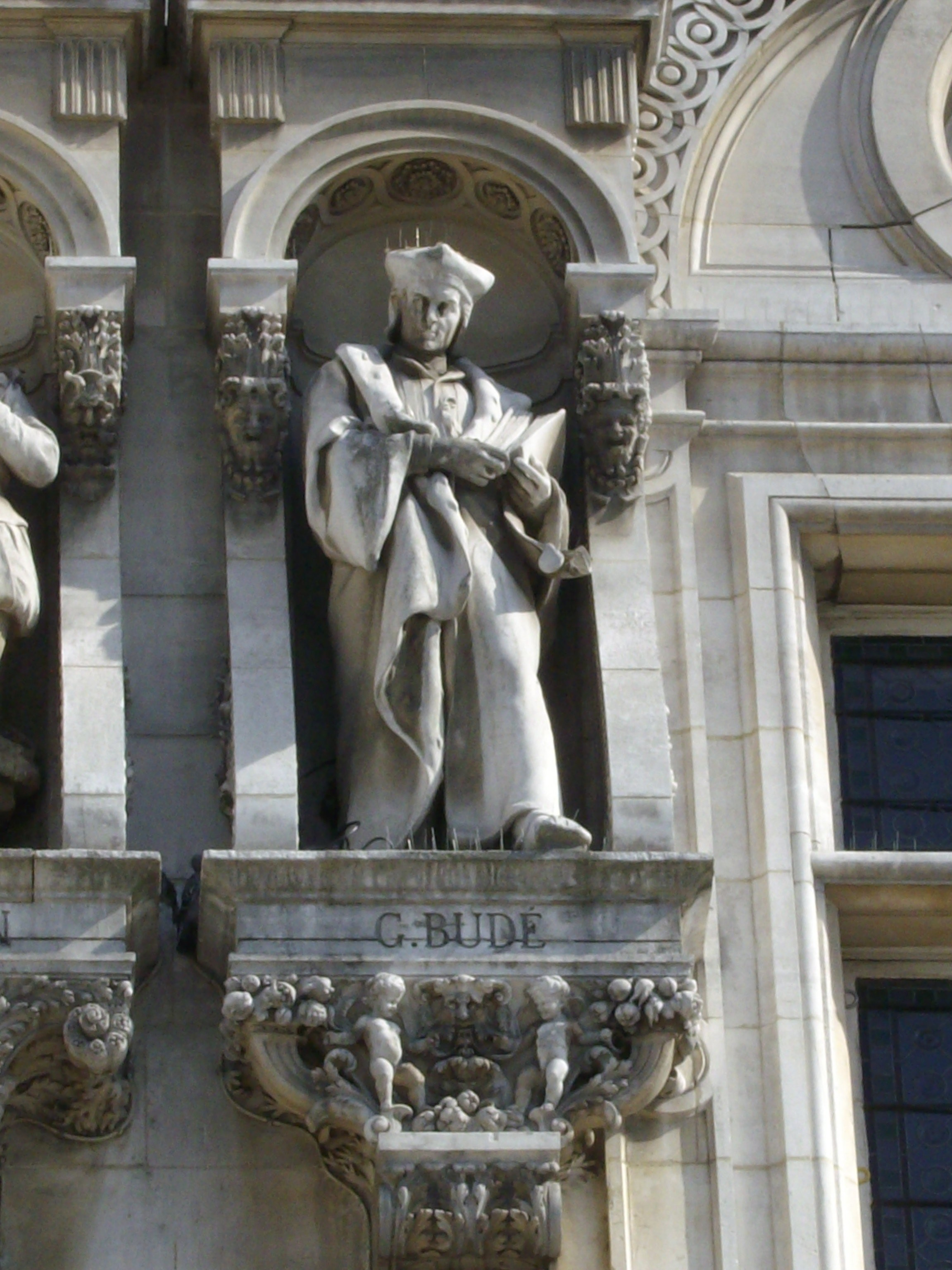
Guillaume Budé, Paris, hôtel de ville.
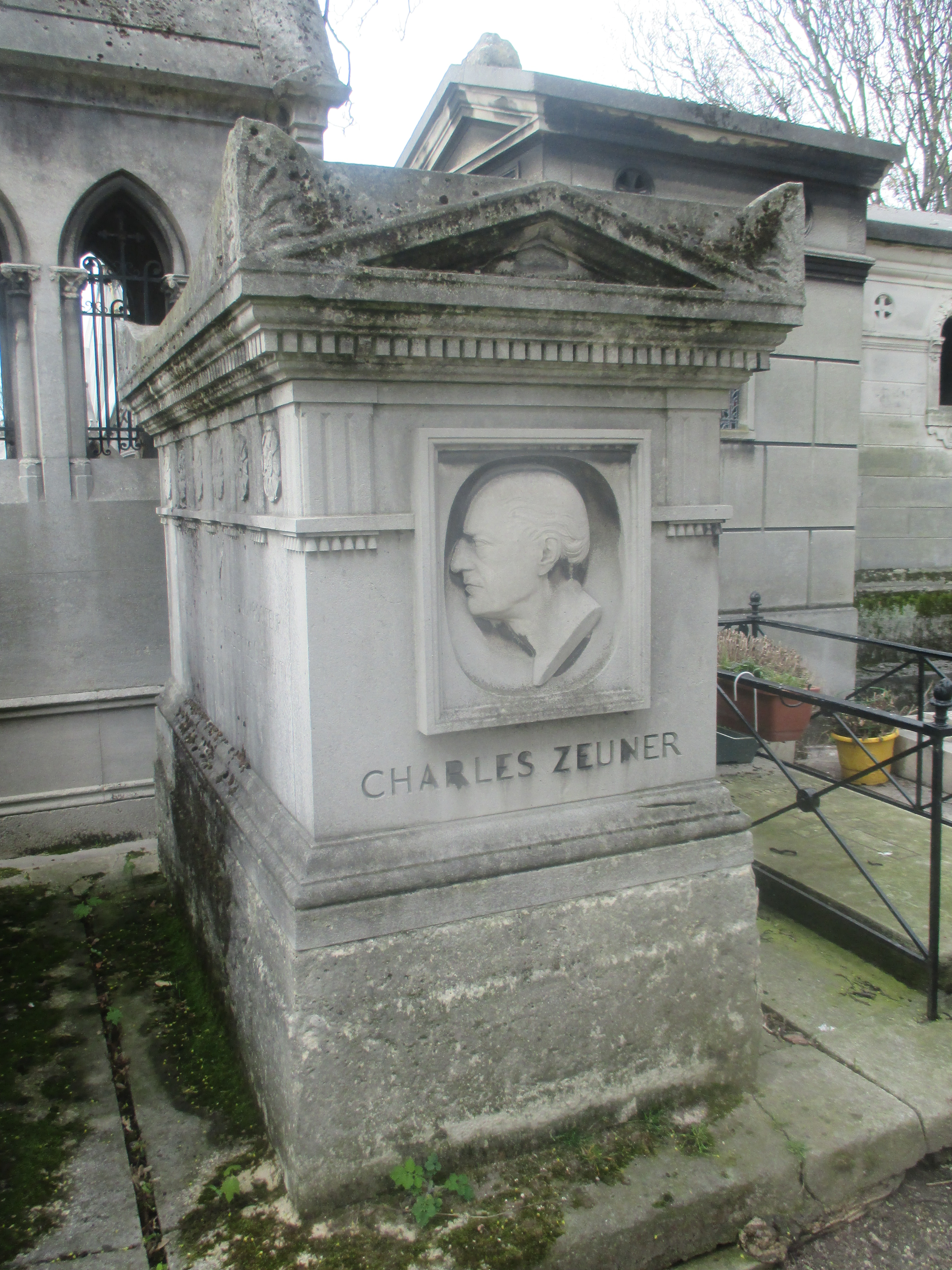
Charles Zeuner, Paris, cimetière de Montmartre.

### Lens externes
- Ressources relatives aux beaux-arts :   - Artists of the World Online
  - Bénézit
  - Musée d'Orsay
  - Union List of Artist Names
- Ressource relative au spectacle :   - European Theatre Architecture
- Notices d'autorité :   - VIAF
- « Brian Joseph, dit l'aîné » sur wikiphidias.fr.